# (100050) Carloshernandez
(100050) Carloshernandez es un asteroide perteneciente al cinturón de asteroides, descubierto el 6 de octubre de 1991 por Andrew Lowe desde el Observatorio del Monte Palomar, Estados Unidos.

## Designación y nombre
Designado provisionalmente como 1991 TR15. Fue nombrado Carloshernandez en homenaje a “Carlos R. Hernández”, sobrino del descubridor.

## Características orbitales
Carloshernandez está situado a una distancia media del Sol de 2,599 ua, pudiendo alejarse hasta 3,157 ua y acercarse hasta 2,040 ua. Su excentricidad es 0,214 y la inclinación orbital 1,676 grados. Emplea 1530 días en completar una órbita alrededor del Sol.

## Características físicas
La magnitud absoluta de Carloshernandez es 16,4.